# Katedrála v Lundu
Katedrála v Lundu, švédsky Lunds domkyrka, je románská stavba ve švédském městě Lund. Je využívána luteránskou Švédskou církví, sídlí v ní lundský biskup této církve. Před reformací byl kostel katolický a zasvěcený svatému Vavřinci (roku 1145). Není známo přesně, kdy byla katedrála postavena, první zmínka o ní pochází z roku 1085, nachází se v dopise krále Knuta IV. Dánského, nicméně existují i názory zpochybňující, že v dopise je míněna současná katedrála. Jisté je, že toho roku byla v Lundu založena významná škola, první v celé Skandinávii, a patrně sídlila v katedrále. Od roku 1104 v katedrále sídlilo arcibiskupství pro celou Skandinávii. Konala se zde řada schůzek dánských králů se švédskými šlechtici, král Valdemar II. Vítězný byl roku 1202 v katedrále korunován. V roce 1234 kostel zasáhl rozsáhlý požár. V roce 1294 byl přímo v katedrále zatčen arcibiskup Jens Grand. Zvláštností je orloj (Horologium mirabile Lundense), který se nachází uvnitř katedrály, instalován byl roku 1424. Po převzetí protestanty byly z katedrály odstraněny sochy, umělecká díla, boční oltáře a relikviáře. Věže kostela měří 55 metrů. Katedrála byla postavena z pískovcových bloků z lomu poblíž městečka Höör. Na jednom z pilířů je zobrazena zvláštní postava, dle lidové tradice obr Finn, legendární stavitel katedrály.